# Савиньяк (Аверон)
Савинья́к (фр. Savignac, окс. Savinhac) — коммуна во Франции, находится в регионе Окситания. Департамент — Аверон. Входит в состав кантона Вильфранш-де-Руэрг. Округ коммуны — Вильфранш-де-Руэрг.
Код INSEE коммуны — 12263.
Коммуна расположена приблизительно в 510 км к югу от Парижа, в 95 км северо-восточнее Тулузы, в 50 км к западу от Родеза.

## Население
Население коммуны на 2008 год составляло 609 человек.
| 1962 | 1968 | 1975 | 1982 | 1990 | 1999 | 2008 |
| ---- | ---- | ---- | ---- | ---- | ---- | ---- |
| 345  | 350  | 319  | 422  | 508  | 540  | 609  |

## Экономика
В 2007 году среди 375 человек в трудоспособном возрасте (15—64 лет) 284 были экономически активными, 91 — неактивными (показатель активности — 75,7 %, в 1999 году было 72,8 %). Из 284 активных работали 273 человека (144 мужчины и 129 женщин), безработных было 11 (3 мужчин и 8 женщин). Среди 91 неактивных 22 человека были учениками или студентами, 43 — пенсионерами, 26 были неактивными по другим причинам.

## Достопримечательности
- Замок Ла-Пез. Памятник истории с 1994 года[3]